# Петру (Петрешку) I Добрия
Петру (Петрешку) I Добрия (на румънски: Pătrașcu cel Bun) е княз на Влашко от март 1554 до смъртта си на 24 декември 1557 г.

## Живот
Син на княз Раду VII Паисий вероятно от брака му с болярката Стана, Петру, за който се носи мълва, че е незаконороден, не е заточен от османците подобно на останалите членове на семейството му в Египет. Той сяда на трона на Влашко през 1554 г. и получава прякора си Добрия заради мирното му управление след размириците на предшественика му.
Петру умира внезапно при неизяснени обстоятелства на 24 декември 1557 в Букурещ, по всяка вероятност отровен по заповед на великия везир Рюстем паша, от когото той се оплаква пред султана. Погребан е в манастира Дялу в Търговище.

## Фамилия
Петру има брак с болярката Войца, от която има 4 деца:
- Винтила, за кратко княз на Влашко през 1574 г.;
- Мария;
- Петру III Церцел, княз на Влашко през 1583 – 1585;
- Петрешку, претендент за трона през 1576 г.

От връзката си с Мария Флорещи Петру има син Раду Флореску.
От връзката си с гъркинята Тудора или Теодора, починала с монашеското име Теофана през 1606 г., има син Михай Витязул, княз на Влашко през 1593 – 1601 г., на Трансилвания през 1599 – 1600 и на Молдова през 1600 г.